# 1116

## Události
- květen – při moravsko-uherské hranici se uskutečnila schůzka knížete Vladislava I. a uherského krále Štěpána II., schůzka přerostla v bitvu, Uhři byli poraženi a zahnáni za Váh

## Narození
- 12. dubna – Richenza Polská, švédská královna, kněžna z Minsku († 1156)
- 29. srpna – Filip Francouzský, francouzský spolukrál († 13. října 1131)
- ? – Berenguela Barcelonská, kastilská a leónská královna († 15. ledna 1149)

## Úmrtí
- 3. února – Koloman Uherský, uherský a chorvatský král (* kolem 1070)
- Enguerrand I. z Coucy, pán z Coucy, účastník první křížové výpravy (* asi 1042)

## Hlavy států
- České knížectví – Vladislav I.
- Svatá říše římská – Jindřich V.
- Papež – Paschalis II.
- Anglické království – Jindřich I. Anglický
- Francouzské království – Ludvík VI. Francouzský
- Polské knížectví – Boleslav III. Křivoústý
- Uherské království – Koloman – Štěpán II. Uherský
- Byzantská říše – Alexios I. Komnenos
- Jeruzalémské království – Balduin I.